# Молоково
Молоково (рус. Молоково) насељено је место са административним статусом варошице (рус. посёлок городского типа) на северозападу европског дела Руске Федерације. Налази се на североистоку Тверске области и административни је центар Молоковског општинског рејона.
Према проценама националне статистичке службе, у вароши је 2014. живело 2.087 становника.
Варошица се налази на око 203 километра североисточно од града Твера, на магистралном друму Хабоцкоје—Молоково–Сандово.
У писаним изворима први пут се помиње 1568. рејонски центар је од 1929, а садашњи администартивни статус има од 1988. године.

## Демографија
Према подацима са пописа становништва 2010. у вароши је живело 2.331 становника, док је према проценама за 2014. ту живело 2.087 становника или око половина укупне популације припадајућег му рејона.
| 1897. | 1959. | 1970. | 1979. | 1989. | 2002. | 2010. | 2014. |
| ----- | ----- | ----- | ----- | ----- | ----- | ----- | ----- |
| ---   | ---   | ---   | ---   | 3.208 | 2.572 | 2.331 | 2.087 |

## Познате личности
У Молокову је рођен и одрастао маршал Совјетског Савеза Николај Огарков (1917–1994). Огарков је у периоду између 1977. и 1984. био на месту начелника генералштаба совјетске армије.